# 3529 Dowling
3529 Dowling è un asteroide della fascia principale. Scoperto nel 1981, presenta un'orbita caratterizzata da un semiasse maggiore pari a 2,3812063 UA e da un'eccentricità di 0,1850294, inclinata di 2,76436° rispetto all'eclittica.